# Faye Runaway
Faye Runaway est une actrice pornographique américaine, née le 30 novembre 1987 à Détroit (Michigan).

## Biographie
Elle commence sa carrière en 2007, à 20 ans. Son pseudonyme s'inspire de l'actrice Faye Dunaway.
On peut la reconnaître à ses tatouages : des rubans croisés à l'arrière de ses jambes, une grande étoile sous chaque clavicule et un grand motif sur chaque épaule.